# Grau Rankine
S'anomena Rankine a l'escala de temperatura que es defineix mesurant amb graus fahrenheit sobre el zero absolut, per tant sempre és positiva. Aquesta escala va ser proposada pel físic i enginyer escocès William Rankine l'any 1859.
S'utilitza a pocs camps de l'enginyeria, ja que gran part de les mesures en el camp científic s'utilitza el kelvin, que és mesura del Sistema Internacional (SI).

## Conversió Rankine-Fahrenheit
El grau Rankine té el seu valor zero a −459,67 °F i els intervals entre cada unitat de l'escala són els mateixos que en el cas de l'escala Fahrenheit. La relació entre la temperatura en graus Rankine (°Ra) i la temperatura corresponent en graus Fahrenheit (°F) és:
{\displaystyle {\rm {Ra=F+459,67\,}}}
{\displaystyle {\rm {F=Ra-459,67\,}}}

## Altres conversions
Zero graus Rankine (0 °Ra) equivalen a −273,15 °C o bé 0 K. Per a convertir els graus Rankine a kelvin es multiplica per un factor de 9/5:
{\displaystyle {\rm {Ra={\frac {9}{5}}{\rm {K\,}}}}}
{\displaystyle {\rm {K={\frac {5}{9}}{\rm {Ra\,}}}}}
{\displaystyle {\rm {Ra={\frac {9}{5}}C+491,67\,}}}
{\displaystyle {\rm {C={\frac {5}{9}}Ra-273,15\,}}}

## Equivalències
Algunes equivalències:
|                               | Kelvin     | Celsius    | Fahrenheit  | Rankine    |
| Zero absolut                  | 0 K        | −273.15 °C | −459.67 °F  | 0 °R       |
| Punt de congelació de l'aigua | 273.15 K   | 0 °C       | 32 °F       | 491.67 °R  |
| Punt triple de l'aigua        | 273.16 K   | 0.01 °C    | 32.018 °F   | 491.688 °R |
| Punt d'ebullició de l'aigua   | 373.1339 K | 99.9839 °C | 211.9710 °F | 671.641 °R |